# Любек, Винсент
Винсент Любек (нем. Vincent Lübeck; ок. 1654 — 9 февраля 1740) — немецкий органист и композитор эпохи Барокко. Родился в семье органиста, работал в Штаде и в Гамбурге, где играл на превосходных инструментах работы Арпа Шнитгера. К началу XVIII века Любек был одним из самых известных музыкантов Германии, однако, несмотря на долгую жизнь и высокую репутацию, сохранилось очень мало его сочинений. Тем не менее, даже они позволяют с уверенностью причислить Любека к важнейшим органным композиторам эпохи. Представитель северонемецкой органной школы.

## Биография
Любек родился в Паддингбюттеле, близ Бремена, в семье органиста Винсента Любека старшего. Точных данных о его дате рождения нет. Отец работал сначала в Глюкштадте, а затем в Marienkirche во Фленсбурге. Он умер в 1654, и первые уроки музыки Любек младший получил от отчима, Каспара Фёркельрата, сменившего Любека старшего на посту органиста Marienkirche. Исследователи предполагают, что Любек мог также заниматься с Андреасом Кнеллером, однако документальных свидетельств этому нет. В 1675 году Любек получил место органиста в церкви Святых Космы и Дамиана в Штаде. Вступление в должность сопровождалось женитьбой Любека на дочери предыдущего органиста, как это было принято в то время во многих областях севера Германии. Орган в церкви Святых Космы и Дамиана был великолепным инструментом работы знаменитого Арпа Шнитгера.
В Штаде Любек проработал 27 лет, но мы не знаем практически ничего о его жизни в этот период. По всей вероятности, его репутация неуклонно росла, так как в 1702 году он смог получить престижное место органиста Церкви Святого Николая в Гамбурге. Здесь тоже стоял инструмент работы Шнитгера, но более крупный — фактически, на тот момент, один из крупнейших органов мира. Слава Любека постепенно распространилась далеко за пределы Гамбурга. Иоганн Маттезон в 1721 году написал хвалебный отзыв как об органе церкви Святого Николая, так и об органисте: «Как можно прославить того, кто уже так прославлен? Мне достаточно лишь назвать его имя: Винсент Любек.» Любек прожил очень долгую по меркам эпохи жизнь и умер в 1740 году, когда ему было около 86 лет. В последние годы на органе ему ассистировал его сын, Винсент Любек-младший (1684—1755), и он же сменил отца на посту в Церкви Святого Николая. Орган Любека и сама церковь были уничтожены в «Великом пожаре» 1842 года, когда сгорела почти четверть города.

## Музыка
Несмотря на известность и долгую жизнь Любека, очень небольшое количество его сочинений сохранилось до наших дней. Он известен сейчас в основном как автор органных произведений, которых нам известно лишь семь:
1. Прелюдия и фуга до мажор
2. Прелюдия и фуга до минор (возможно, фрагмент)
3. Прелюдия и фуга ре минор
4. Прелюдия и фуга ми мажор
5. Прелюдия и фуга соль минор
6. Хоральная фантазия Ich ruf zu dir
7. Вариации на хорал Nun lasst uns Gott dem Herren (фрагмент)

Ещё две пары «прелюдия и фуга», фа мажор и соль мажор, в настоящий момент приписываются сыну Любека, так как стилистически и технически значительно проще остальных произведений. Сочинения же, однозначно приписываемые Любеку-отцу, отличаются крайне высокой степенью мастерства и стилистической разнородностью. Ни одна из прелюдий и фуг не повторяет другую: если, например, ре минорная прелюдия и фуга составляет простой, типичный триптих «токката — фуга — токката», то ми мажорное сочинение развивается по схеме «токката — фуга 1 — фугато — фуга 2 — токката», а соль минорная прелюдия и фуга содержит три фуги: «токката — фуга 1 — фуга 2 — токката — фуга 3». При этом большая часть фуг Любека содержит облигатное противосложение. Интересны также и свободные секции: помимо прочих достоинств, здесь встречаются сложные педальные соло, а также, в соль минорной прелюдии, двухголосие в педали, что вообще редко встречается в органной музыке того периода.
Хоральная фантазия на хорал Ich ruf zu dir — одно из крупнейших сочинений этого жанра. Любек и делит фантазию на 12 частей и покрывает целиком первую строфу хорала. Текст хорала отражается в использовании самых разных техник — здесь есть и секции эхо, и виртуозные части, в которых руки играют одна над другой, и секции в танцевальных ритмах, и многое другое. Вариации на хорал Nun lasst uns Gott dem Herren, от которых сохранился лишь начальный фрагмент, так же интересны, как и остальная органная музыка Любека. Вариационная техника здесь часто отходит от мелодии хорала и обрабатывает лишь гармонический остов.
Из клавесинной музыки Любека сохранилась небольшая коллекция Clavier-Übung, опубликованная в 1728 году — единственное, насколько нам известно, что было опубликовано из музыки Любека при его жизни. Clavier-Übung состоит из прелюдии и фуги, сюиты из четырёх танцев и чаконы на хорал Lobt Gott ihr Christen allzugleich. Чакона выделяется из всего остального творчества Любека своей крайней простотой; однако прелюдия и фуга, и в особенности сюита, написаны в гораздо более интересной манере, часто далеко отходя от сложившихся жанровых стереотипов. Помимо этих произведений, недавние исследования приписывают Любеку ещё несколько: две чаконы, прелюдию, и несколько танцев из Handschrift S.M.G. 1691. Кроме органной и клавесинной музыки, сохранилось ещё пять кантат, три из которых — по всей видимости, ранние сочинения.